# Tarō Misaki
Tarō Misaki (岬　太郎 Misaki Tarō?), también conocido como Tom Misaki o Tom Baker, es uno de los protagonistas de la serie de anime/manga japonesa creada por Yoichi Takahashi, Captain Tsubasa, y uno de los favoritos del mismo creador de la serie, tanto así que tiene incluso su manga especial (Boku Wa Misaki Taro).

## Historia

### Captain Tsubasa (Manga original)
La primera aparición de Misaki fue en la manga # 1 de Captain Tsubasa, él se disponía junto a su padre (Ichiro Misaki) a mudarse temporalmente a la ciudad de Shizuoka, ya que el Padre de Misaki es pintor y solo pueden quedarse poco tiempo en un lugar.
Tom es un niño que no tuvo una infancia feliz, cuando era más pequeño tuvo que soportar la separación de sus padres, e incluso tuvo que elegir entre quedarse con su padre o su madre (Yumiko Yamaoka), decidiéndose finalmente por el primero.
Antes de su paso por Shizuoka (la ciudad del equipo Newteam), Tom Misaki (tom Baker) estuvo aproximadamente en 30 escuelas diferentes, estuvo por las ciudades de Chiba, Osaka, Fukuoka , Hokkaido, Saitama entre otras. Hablemos de Hokkaido, en esa ciudad Misaki conoció al equipo más unido de la historia de Captain Tsubasa, el FuranoFC, aquí se hace gran amigo del capitán del equipo Hikaru Matsuyama (Armand), y se une al equipo. En Furano ayuda al jugador Mitsuru Nakagawa a permanecer en el equipo, ya que a Mitsuru su Padre no lo dejaba jugar, lo ayuda con lo que más sabe, con su fútbol; en un partido Misaki logra que Nakagawa juegue, y que inclusive meta un gol, con esto su padre le permite quedarse en Furano. con estas acciones se puede apreciar la verdadera personalidad de Misaki de siempre ayudar a los demás. al final Misaki tiene que irse de Furano pero dejó grandes amigos.
Tom no sólo estuvo en Furano, también mostró su fútbol en Saitama (prefectura de Tokio), precisamente en el equipo de Meiwa FC (Franco-canadiense), donde juegan Kojiro Hyuga, Takeshi Sawada y Ken Wakashimazu, al llegar al equipo, Misaki demuestra lo que sabe, empieza a driblear rivales, Sawada (ralph Mellow) queda maravillado por su técnica, hasta que aparece un Hyuga prepotente, toma el balón y empieza a demostrar su fuerza en el fútbol, para Hyuga la técnica no sirve lo que cuenta es la fuerza. fue un corto tiempo el paso de Misaki por Meiwa, pero hizo que Sawada (ralph Mellow) prefiriera la técnica en vez de la fuerza..
En Shizuoka, Tom Misaki juega por primera vez con Tsubasa en el partido entre Nankatsu vs. Shutetsu FC (San Francis), él entra al juego suplantando a Ishizaki, se forma la dupla de oro, y logran acabar el juego 2 a 2, ante este empate la ciudad de Shizuoka tiene que formar un equipo especial con los mejores de Shizuoka, donde obviamente Misaki, Tsubasa y Wakabayashi fueron seleccionados. Ya estando en este equipo especial llamado NankatsuSC, Misaki y compañía ganan el campeonato nacional venciendo a grandes oponentes empezando por el ShimadaFC, el Shimizu FC (acá ganaron el campeonato local), al Hanawa SS (hermanos Tachibana), al Naniwa FC (Nakanishi), al Musashi FC( Misugi) y en la gran final al MeiwaFC, donde Misaki quedó lesionado de la pierna y la frente (al chocar con el poste).
Después de ganar la final, Tom se despide de Shizuoka, aquí entra la historia del manga BOKU WA MISAKI TARO, es un manga que salió en la revista Shonen Jump en 1985, en formato de bolsillo salió en diciembre del 87 y su adaptación al anime fue incluyéndolo en el capítulo 66 de la serie original Captain Tsubasa. Bueno después de este rollo, Misaki se muda nuevamente, Su padre se prepara a hacer una exposición de sus mejores obras, sin duda alguna la mejor es la que hizo del monte Fuji, que queda en Shizuoka, esta obra le hizo acreedor a un viaje a Francia para mejorar su estilo, pero tiene un problema, no puede llevarse a su hijo a Francia, ya que piensa que es mejor que se quede en Japón bajo el cuidado de su madre. Mientras tanto Misaki está jugando en un nuevo equipo llamado Nishimine, y están preparándose para jugar ante el Matsuura, el equipo de Nishimine está muy confiado por la presencia de Tom, pero Nishimine tiene su dolor de cabeza, el jugador Mitsuru (es un "nerd" que su madre no lo deja jugar). Tom se hace amigo del capitán Kazuo, que lo invita a comer a su casa, es aquí donde Misaki extraña a su madre, al ver la unión de la familia de Kazuo. el día del partido Tom muestra lo que sabe, le centra el balón a Kazuo y mete gol, al final del 1 tiempo van ganando 3 a 0. Antes de empezar el 2 tiempo, Mitsuru es motivado a jugar ante la persistencia de Tom, la madre de Mitsuru no quiere, pero no puede hacer nada ya que empezó el juego, Tom le da confianza a Mitsuru, le centra el balón y mete un gol de cabeza, la madre de Mitsuru no lo puede creer al igual que el resto del equipo, Nishimine gana 4 a 0. Terminando el partido, Taro y su padre se dirigen a Yokohama donde se va a encontrar con su madre, pero antes de llegar, Misaki observa a su madre con su pequeña hija (Yoshiko Yamaoka), Tom no quiere quedarse y dice la famosa frase “mi nombre no es Yamaoka Taro sino Misaki Taro”, ante esto su padre no tiene más remedio que llevárselo a Francia.
Tom Misaki vivió 3 años en Francia, es por eso que no había noticias de él en Japón, ni el mismo Tsubasa sabia de él, todos creían que él había quedado discapacitado para el fútbol después de su lesión de la final con Meiwa, pero una carta de Wakabayashi (Benji Price) desde Alemania para Tsubasa despejo todas sus dudas, Wakabayashi (Benji Price) les explicó que Tom lo busco en Hamburgo a Wakabayashi, y le contó que vivió los últimos años en Francia, y que estuvo estudiando en el Sena.Aquí Tony se enamora de él pero este no siente nada por ella.
En Francia Misaki tuvo nuevos amigos, como Michell un jugador del Sena o su amiga Azumi Hayakawa, pero también conoció a su gran rival Eru Shido Pierre. Antes de hablar de esta rivalidad les cuento que Misaki también estuvo en Italia, entrenando a un equipo, al mismo estilo de Roberto Hongo, ayudó al equipo Sicilianos, que contaba con Giovanni, Andre, Pietro y Martino a vencer al equipo de los Colosos 2 a 1. 
En Francia, Pierre conoce a Tom Misaki por intermedio de Michell, este después de ser derrotado por el equipo de Pierre (Burdeos) 3 a 0, le cuenta que hay otra persona que es igual o inclusive mejor en técnica que él, Pierre no lo puede creer, busca a Tom, y empiezan a tener un duelo callejero de fútbol, uno contra uno, al final este duelo no pudo terminarse ya que Munemasa Katagiri interfirió dándole la camiseta #11 de Japón a Misaki. Tom la acepta, y decide unirse al equipo japonés que va a jugar en París un torneo juvenil. Antes de empezar el torneo, Misaki y Tsubasa se encuentran después de 3 años debajo de la torre Eiffel y se dan un caluroso abrazo. El torneo europeo lo ganó Japón donde la GOLDEN COMBI (Tsubasa-Misaki) brillo, venciendo a grandes rivales como Italia (Gino Fernández), Argentina (Juan Díaz y Alan Pascal), Francia (El Cid Pierre y Ruí Napoleón) y en la gran final a Alemania (Karl Heinz Schneider, Herman Kaltz, Franz Schester, Manfred Margus y Dieter Müller).

### Captain Tsubasa World Youth
Después de 2 años Tom regresa a Japón, se une nuevamente al Nankatsu, pero lamentablemente Tsubasa ya no está ahí, pues se fue a Brasil. Misaki lleva al Nankatsu a la final nacional de institutos, pero se encuentra con un gran adversario, el Toho Gakuen (colegio superior) de Hyuga, Wakashimazu, Sawada y Kazuki Sorimachi, y Misaki pierde la final 2 a 1, y el Toho logra su tercer campeonato nacional consecutivo. Después de esta derrota Misaki no es el mismo, está desmotivado. Incluso cuando es llamado a la selección nacional para enfrentar partidos amistosos con Holanda, él es el capitán pero Japón pierde los partidos con Holanda. Hasta que en el último partido con Holanda en Japón regresa Tsubasa a la selección y ganan sin problemas pero Taro no está al máximo nivel.
Las eliminatorias de Asia están por comenzar, Japón se prepara para esas eliminatorias enfrentándose al RJ7, pero nuevamente Misaki no está con el nivel deseado, e incluso es separado del equipo por el nuevo entrenador de Japón Minato Gamou hasta que retorne a su máximo nivel, es aquí donde Taro emprende sus viajes nuevamente. Japón está en plenas eliminatorias, están por enfrentarse a Tailandia, y reciben una carta y un vídeo desde Tailandia enviados por Taro, que estuvo observando los entrenamientos de Tailandia. Gracias a estos datos Japón recibió una gran ayuda. Después de su paso por Tailandia y toda Asia, viendo el fútbol de ahí, Misaki viaja por toda Europa, después por toda África y llega a Camerún, donde aprende su nuevo tiro “Boomerang Shot”. Después de estos viajes, Taro es llamado nuevamente a la selección para ver si ya está en un óptimo nivel, enfrentan nuevamente al RJ7, y ganan sin problemas los japoneses e inmediatamente Misaki se une a la selección. Pero para esto antes Misaki habría estado visitando toda Sudamérica y llegado a Brasil donde observó un partido con Tsubasa en el que Brasil perdió 0 a 10 contra Uruguay.
Taro Misaki juega las eliminatorias que faltan, logran clasificarse venciendo a Corea del Sur y justo antes de empezar el campeonato mundial juvenil, Misaki se había reencontrado con su madre, e incluso vivía con ella, pero unos días antes del campeonato Misaki es atropellado por salvar la vida de su hermanastra Yoshiko, quedando lesionado de su pierna y marginado de la selección ante la preocupación de los japoneses por el futuro de Misaki, ya que él había recibido ofertas para jugar por diversos equipos de la J-League después del campeonato.
La selección Japonesa logra llegar a la final con Brasil sin Misaki, pero para suerte de ellos Tom se ha recuperado, no en un 100%, pero está ahí y logra jugar a pesar de la oposición de su médico , su aporte fue decisivo para que Japón logre la copa mundial juvenil.

### Captain Tsubasa Road to 2002
Después de ganar la copa, y ya recuperado Misaki decide volverse jugador profesional para el Paris Saint Germain, pero como dicha meta es grande, primero jugará para el Júbilo Iwata, junto con Ishizaki (Bruce Harper) y Urabe (Jack).

### Captain Tsubasa Golden 23
En Golden 23, fue seleccionado como capitán en el equipo japonés para los Juegos Olímpicos. Aunque otra lesión en su pierna podría hacerle dejar su carrera como futbolista, esto no impidió que Misaki jugara en su mejor momento. Confundido en un primer momento cuando se enfrenta a Nigeria y J.J. Ochado, quien se unió a PSG en lugar de él, rápidamente se recuperó. Como Ochado dijo que a Misaki le falta el espíritu de lucha pese a sus cualidades técnicas, Misaki cambió su estilo de juego un poco, lo que le permitió ganar la J-League en el proceso. En las preliminares de Asia, marcó el gol de la victoria contra Australia, gol que les permitiría ir a los Juegos Olímpicos.

### Captain Tsubasa Rising Sun
El entrenador Kira ("Flemming") decide que Tsubasa vuelva como Capitán para los juegos contra los siguientes equipos, en su entrenamiento en México y luego en España.

## Curiosidades
Misaki se caracteriza por ser zurdo.
Cabe resaltar que Misaki junto a sus demás compañeros de la selección (categoría infantil y juvenil) ha estado en diversos países, por ejemplo en la serie de TV, en el campeonato infantil estuvo en Francia (París) y Alemania (Colonia) además en una de las películas estuvo en USA y en un "filler" del anime estuvo en Italia donde entrenó unos días a los "Sicilianos", un equipo de primaria local.
En el manga, llegó a viajar al África (y a muchos países) donde desarrolló su "Boomerang Shoot", el "Boomerang Pass" y el "Green Cut Pass".
- Datos: Q2754813

También cabe recordar que Misaki siempre alienta a sus compañeros, está de buen humor y es uno de los personajes más queridos